# 179 a.C.

## Eventos
- Lúcio Mânlio Acidino Fulviano e Quinto Fúlvio Flaco, cônsules romanos.
- Continua guerra dos romanos na Ligúria, parte da Gália Cisalpina.
- Termina a Primeira Guerra Celtibera. O principal comandante romano é Quinto Fúlvio Flaco.